# سوران (تايباد)
سوران (بالفارسية:روستای سوران) هي إحدى القري التابعة لـ ريف كوهسنقي في قسم ميان ولايت من مقاطعة تايباد، في محافظة خراسان رضوي الإيرانية.

## السكان
- حسب إحصاءات سنة 2006، بلغ إجمالي السكان في هاذهي القرية الإيرانية 1090 نسمة وعدد المساكن 242 مسكن.[1]

## وصلات خارجية
- إدارة مقاطعة تايباد نسخة محفوظة 14 أبريل 2013 على موقع واي باك مشين.
- بلدية تايباد
- إدارة تعليم تايباد نسخة محفوظة 5 أبريل 2013 على موقع واي باك مشين.